# Werner D. Falk
Werner David Falk (* 25. April 1906 in Berlin; † 11. April 1991 in Chapel Hill, North Carolina) war ein deutsch-amerikanischer Soziologe und Philosoph.

## Leben und Tätigkeit

### Frühe Jahre
Falk entstammte einer jüdischen Familie. Sein Vater war der praktische Arzt Dr. Fritz Falk, seine Mutter Charlotte Betty Falk, geb. Cassirer, eine Cousine des Philosophen Ernst Cassirer.
Den Schulbesuch absolvierte er am humanistischen Gymnasium. Das Abitur bestand er im März 1924 am Bismarck-Joachim-Friedrichgymnasium in Berlin-Wilmersdorf. Es folgte, von April 1924 bis Oktober 1925, eine kaufmännische Lehre, bevor er dann von 1925 bis Februar 1930 Nationalökonomie, Philosophie und Gesellschaftslehre in Berlin, Zürich und Heidelberg studierte. Zu seinen Lehrern zählten Werner Sombart, Bortkievicz, Emil Lederer und Alfred Vierkandt. Neben dem Studium arbeitete er 1928 und 1929 als Facharbeiter im Reichskuratorium für Wirtschaftlichkeit, speziell im Fachausschuss für industrielles Budget.
1932 wurde Falk in Heidelberg an der Universität Heidelberg mit einer von Emil Lederer betreuten Arbeit, die das Prädikat summa cum laude erhielt, promoviert. Anfang der 1930er Jahre war Falk Leiter des sozialpolitischen Seminars an der Deutschen Hochschule für Politik in Berlin.

### Emigration
Nach dem Regierungsantritt der Nationalsozialisten ging Falk, der im neuen Staat aufgrund seiner Einstufung als Jude marginalisiert war, nach Großbritannien. Dort nahm er seine Studien in London und Oxford wieder auf, um einen in den angelsächsischen Ländern anerkannten Abschluss zu erlangen. An der London School of Economics arbeitete er mit Ginsberg und Karl Mannheim zusammenarbeitete. 1938 erwarb er einen Master-Abschluss im Fach Philosophie in Oxford.
Von 1938 bis 1946 lehrte Falk Philosophie am New College der Oxford University. Anschließend amtierte er von 1946 bis 1947 als Oberhaupt der Abteilung für Moralische Philosophie der University of Aberdeen. 1947 kehrte er nach Oxford zurück, wo er bis 1950 als research fellow am Nuffield College arbeitete.
Von den Überwachungsorganen des nationalsozialistischen Deutschlands wurde Falk nach seiner Emigration als Staatsfeind eingestuft. Im Mai 1940 setzte das Reichssicherheitshauptamt in Berlin ihn auf die Sonderfahndungsliste G.B., ein Verzeichnis von Personen, die im Falle einer erfolgreichen Invasion der britischen Inseln von den Invasionstruppen folgenden Sonderkommandos der SS mit besonderer Priorität ausfindig gemacht und verhaftet werden sollten. Das Imperial War Museum vermutete in einer späteren Quelledition der Liste, dass Falk trotz seines Status als eine damals noch wenig bekannte Person aufgrund seiner Nennung in der Publikation Displaced Germans Scholars. A Guide to Academics in Peril in Nazi Germany during the 1930s von 1937, einem Verzeichnis von nach 1933 in die Emigration gegangenen deutschen Wissenschaftlern, die sich in bedrängten Verhältnissen befanden, so dass mit der Schrift um Unterstützung für sie geworben wurde, ins Visier der NS-Sicherheitsbehörden geriet.
1950 ging Falk nach Australien, wo er Dozent (reader) für Philosophie an der Universität Melbourne wurde. An dieser Universität erlangte er im selben Jahr einen Master-Abschluss.
Das Studienjahr 1957/1958 verbrachte Falk als Gastprofessor an der University of Michigan. Da die Arbeitsverhältnisse dort ihm zusagten, beschloss er, in den Vereinigten Staaten zu bleiben: 1958 war er Gastprofessor an der Brown University und 1959 an der University of Illinois. Von 1959 bis 1962 lehrte er dann als ordentlicher Professor für Philosophie an der Wayne State University und von 1962 bis 1963 als Professor für Philosophie an der Syracuse University.
Auf Einladung von Maynard Adams lehrte Falk von 1963 bis 1964 als Gastprofessor an der University of North Carolina. Hintergrund war, das Adams eine stärker internationale Zusammensetzung des Lehrkörpers anstrebte. Im Anschluss an seine als positiv bewertete Tätigkeit als Gastprofessor wurde Falk 1964 zum ordentlichen Professor an dieser Universität ernannt. Er war erster Inhaber der sogenannten James Gordon Hanes-Professur für Philosophie.
1965 wurde Falk zum Vorsitzenden der Fakultät für Philosophie der University of North Carolina ernannt. Diese Stellung hatte er bis zu seiner Emeritierung 1975 inne. Unter seiner Ägide wurde das Chapel Hill Philosophy Colloquium als jährliche Konferenz eingeführt.
Als Ruheständler war Falk Fellow beim National Humanities Center in Research Triangle Park in North Carolina.

## Forschung
Im Mittelpunkt von Falks philosophischer Forschung stand die Ethiktheorie. Er befasste sich dabei speziell mit der Analyse der moralischen Sprache, der Funktionsweise der angewandten Vernunft, dem Wesen von Werten und dem Problem der ontologischen Kluft zwischen „Sein“ und „Sollen“.
Im Gegensatz zu der in der Philosophie seiner Zeit dominierenden Anschauung, dass das Wesen des Guten objektiv außerhalb von Menschen verortet ist, nahm er die Position ein, dass das Gute beziehungsbestimmt ist, indem es aus der Befähigung einer Sache erwächst, eine wohlwollende Beurteilung durch eine beliebige Person, die ein vollständiges und leidenschaftslosen Wissen um die Beschaffenheit der betreffenden Sache besitzt, zu erregen.
Mit Blick auf das Konzept der moralischen Pflicht nahm Falk den Standpunkt ein, dass moralische Pflichten idealerweise aus der reflektierten Einschätzung einer Person, was zu tun geboten ist, erwachsen, nachdem die bestehende Situation jeweils aus allen möglichen Blickpunkten betrachtet worden ist.
In Anlehnung an David Hume betrachtete Falk Moral nicht einfach als eine Angelegenheit instrumentellen Vernunftwaltens, sondern vertrat er die Auffassung, dass auch andere Mittel zum Erreichen eines Zwecks, wie auch andere Zwecke selbst, hypothetisch und gedankenspielerisch jeweils in die Erwägungen, was die gerade angemessene Wertehaltung, einbezogen werden müssten. Er argumentierte, dass diese internalistische Theorie einer kategorischen praktischen Notwendigkeit die erforderliche rationale Motivation in einer moralisch hochstehenden Weise zu handeln, bereitstellen würde.

## Ehe und Familie
Falk war verheiratet mit Ruth Loewe.

## Schriften
- Das Werturteil. Eine logische Grundfrage der Wirtschaftswissenschaften, Berlin s. a. [1932].
- „Hegels Freiheitsidee in der Marxschen Dialektik“, in: Archiv für Sozialwissenschaften und Sozialpolitik 68. Jg. (1933), S. 165–193.
- „Morals without Faith“, in: Philosophy 19. Jg. (1944), S. 3–18.
- „Obligation and Rightness“, in: Philosophy 20. Jg. (1945), S. 129–147.
- „'Ought' and Motivation“, in: Proceedings of the Aristotelian Society 48. Jg. (1948), S. 111–138.
- „Goading and Guiding“, in: Mind 62. Jg. (1953), S. 145–171.
- „Moral Complexity“, in: Ethics 66. Jg. (1956), S. 123–131.
- „Morality and Convention“, in: Journal of Philosophy 57. Jg. (1960), S. 675–684.
- „Action-guiding Reasons“, in: Journal of Philosophy 60. Jg. (1963), S. 702–718.
- „Morality, Self and Others“, in: Hector-Neri Castaneda/George Nakhnikian (Hrsg.): Morality and the Lanuage of Conduct, Detroit 1963, S. 25–67.
- „Hume on Practical Reason“, in: Philosophical Studiens 27. Jg. (1975), S. 1–18.
- „Hume on Is and Ought“, in: Canadian Journal of Philosophy 6. Jg. (1976), S. 359–378.
- Ought, Reasons, and Morality. The Collected Papers of W.D. Falk, Ithaca 1986.
- „Humanism“, in: Personalist Forum 5. Jg. (1989), S. 69–81.